# Pipat Thonkanya
Pipat Thonkanya (thaï : พิพัฒน์ ต้นกันยา) (né le 4 janvier 1979 à Udon Thani en Thaïlande) est un footballeur international thaïlandais, qui évoluait au poste d'attaquant.

## Biographie

### Carrière en sélection
Avec l'équipe de Thaïlande, il joue 26 matchs (pour 10 buts inscrits) entre 2000 et 2011. 
Il figure dans le groupe des sélectionnés lors des coupes d'Asie des nations de 2000 et de 2007, où son équipe est éliminée à chaque fois au premier tour.
Il joue également deux matchs comptant pour les tours préliminaires de la coupe du monde 2010.

## Palmarès
| Bình Định - Coupe du Việt Nam (2) : - Champion : 2003 et 2004. |  | Đồng Tháp - Championnat du Viêt Nam D2 (1) : - Champion : 2006. |

| Buriram United - Championnat de Thaïlande (2) : - Champion : 2008 et 2011. - Coupe de Thaïlande (1) : - Vainqueur : 2011. |  | Thai Port - Coupe de Thaïlande (1) : - Vainqueur : 2009. |